# Estación de Manuel Girona
La estación de Manuel Girona de las líneas 9 y 10 del metro de Barcelona dará servicio a la zona sur del distrito de Sarriá-San Gervasio, situado en la zona comercial "Mirall de Pedralbes", cerca de una zona escolar y de la avenida Diagonal. El acceso a la estación se ubicará en el paseo de Manuel Girona con la calle del doctor Ferran. La estación dispondrá de ascensores y escaleras mecánicas. El 12 de marzo de 2011 el Consejero de Territorio y Sostenibilidad, Lluís Recoder, anunció que debido a un recorte presupuestario, la entrada en servicio de la estación quedaba pospuesto sine die. Sin embargo, se prevé su inauguración en 2028 o 2029, aunque las obras están paralizadas.
| << cabecera | < estación  | línea     | estación >      | cabecera >> |
| ----------- | ----------- | --------- | --------------- | ----------- |
| Metro       |             |           |                 |             |
| Aeroport T1 | Campus Nord | (2028/29) | Prat de la Riba | Can Zam     |
| Pratenc     | Campus Nord | (2028/29) | Prat de la Riba | Gorg        |